# Exilia
Exilia é uma banda de nu metal italiana formada na cidade de Milão. A banda foi formada em 1998 quando Masha conheceu Elio Alien. Eles já tocaram em shows com Oomph!, Guano Apes, Clawfinger, HIM, In Extremo, Rammstein, e Ill Niño.

## Integrantes

### Membros atuais
- Masha - vocal
- Elio Alien - guitarra
- Rando - baixo
- BH - bateria

### Ex-membros
- Elio Alien - guitarra (1998 - 2011)
- Andrea Ge - bateria (1998 - 2005)
- Frank Coppolino - baixo (1998 - 2001)
- Random - baixo (2001 - 2005)
- Ale Lera - bateria (2005 - 2010)

## Discografia
Álbuns de estúdio
- 2000: Rightside Up
- 2004: Unleashed
- 2006: Nobody Excluded
- 2009: My Own Army
- 2012: Decode

EP
- 2003: Underdog
- 2010: Naked - Limited Edition

Singles
- 2004: Stop Playing God
- 2004: Coincidence
- 2005: Can't Break Me Down